# Салагузиха
Салагузиха — деревня в Пучежском районе Ивановской области России. Входит в состав Мортковского сельского поселения.
Когда - то в 1950 ые годы. Деревня Салагузиха насчитывала 16 домов. И состояла из двух улиц. Нижняя часть деревни и верхняя часть деревни на горке. Было много дорог в деревню. Были дороги верхом и низом. В деревне было 5 колодцев. Сейчас из них только осталось 3 колодца, и то вода слишком сильно застаивается. Были фермы, была конюшня, был деревянный мост через реку Судницу на против Салагузихи.Была мельница на реке. У каждого дома были дворы, бани, амбары. У многих было по 2 бани. Одна по белому, другая по черному, более экономная, нужно было меньше дров, чтобы её протопить. В домах у всех было 2 печки. Русская и подтопок, или галанка.
В Русской печи готовили  и обогревались ею. Галанкой же или подтопком только обогревались. Сейчас уже трудно все это представить, потому что все резко вымерло и развалилось. Но, тем не менее так было и в самом деле когда - то Салагузиха была очень красивая и солидная деревня. 
```
В 1980 ых годах, в деревне осталось уже только 7 домов. Причём жило постоянно только 4 дома. Остальные были дачники. Из двух улиц сделали одну улицу. В 1990 ых годах, также было 7 домов в деревне,но жилых осталось уже только 2 дома. В остальных жили дачники. С 1998 г. Было также 7 домов, жилой уже только был 1 дом. С 2001 года жителей уже почти никого не осталось. И с 2003 года деревня стала не жилой. Стала резко вымирать. После того как уехали или умерли жители, стали уезжать постепенно и дачники. Сейчас там осталось совсем маленько дачников. И если сейчас деревне никто не поможет, процесс ее гибели не избежен! Земли все очень сильно зарастают травой и деревьями. Получается, так, что наши люди не только уже не хотят строить деревню и другие деревни,но им даже лень с косить траву на полях, выпилить там деревья. Многие поля рядом с Салагузихой, уже настолько заросли, что уже там лес. А ведь когда - то там сажали зерновые культуры, а ещё раньше овощи, например, картошку.
```

## География
Деревня расположена в восточной части Ивановской области, в зоне хвойно-широколиственных лесов, на правом берегу реки Судницы, на расстоянии приблизительно 10 километров (по прямой) к юго-западу от города Пучежа, административного центра района.

### Климат
Климат характеризуется как умеренно континентальный, с умеренно холодной снежной зимой тёплым влажным летом. Среднегодовая температура воздуха — 2,6 °C. Средняя температура воздуха самого холодного месяца (января) — −12,1 °C (абсолютный минимум — −39 °C); самого тёплого месяца (июля) — 17,7 °C (абсолютный максимум — 30 °С). Безморозный период длится около 139 дней. Годовое количество атмосферных осадков — 658 мм, из которых 417 мм выпадает в период с апреля по октябрь. Снежный покров устанавливается в третьей декаде ноября и держится в течение 145 дней.

### Часовой пояс
Деревня Салагузиха, как и вся Ивановская область, находится в часовой зоне МСК (московское время). Смещение применяемого времени относительно UTC составляет +3:00.

## Население
| 2010 |
| ---- |
| 0    |

### Национальный состав
Согласно результатам переписи 2002 года в деревне проживал один житель русской национальности